# Le Raysville
Le Raysville è una borough degli Stati Uniti d'America, nella contea di Bradford nello Stato della Pennsylvania. Secondo il censimento del 2000 la popolazione è di 318 abitanti.

## Società

### Evoluzione demografica
La composizione etnica vede una maggioranza di quella bianca (99.06%) mentre il resto sono nativi americani (0,94%) dati del 2000.
| borough di Le Raysville Popolazione |     |
| 2000                                | 318 |
| Stima al 2009                       | 301 |